# Vorra
Vorra település Németországban, azon belül Bajorországban. Lakosainak száma 1719 fő (2023. december 31.).

## Népesség
A település népessége az elmúlt években az alábbi módon változott:
| Lakosok száma | 556  | 1058 | 1752 | 1694 | 1699 | 1698 | 1770 | 1751 | 1742 | 1719 |
|               | 1875 | 1950 | 1975 | 1987 | 2012 | 2014 | 2016 | 2017 | 2021 | 2023 |